# Juan Piedrahita
Juan Diego Piedrahita Cortes (Bogota, 27 juli 1992) is een Colombiaans autocoureur.

## Carrière
Piedrahita begon zijn autosportcarrière op zevenjarige leeftijd in het karting in Mexico. In 2009 maakte hij de overstap naar het formuleracing in de LATAM Challenge Series, waarin hij met twee punten als zevende in het kampioenschap en als tweede in het rookiekampioenschap eindigde.
In 2010 stapte Piedrahita over naar het Star Mazda Championship, waarin hij voor het Team Apex in acht van de dertien races reed en één top 5- en drie top 10-finishes behaalde. In 2011 stapte hij over naar de U.S. F2000 en reed voor JDC Motorsports naar de zevende plaats in het kampioenschap, met twee podiumplaatsen op de Lucas Oil Raceway at Indianapolis en de Milwaukee Mile.
In 2012 keerde Piedrahita terug naar de Star Mazda, waarin hij fulltime voor JDC Motorsports uitkwam. Hij eindigde ook hier als zevende in het kampioenschap en behaalde twee podiumplaatsen op het Stratencircuit Saint Petersburg en het Stratencircuit Toronto. In 2013 bleef hij in het kampioenschap, dat de naam inmiddels had veranderd naar Pro Mazda, voor JDC rijden. Ondanks vijf podiumplaatsen zorgden zes uitvalbeurten ervoor dat hij slechts negende werd in de eindstand.
In 2014 maakte Piedrahita de overstap naar de Indy Lights, waarin hij uitkwam voor Schmidt Peterson Motorsports. Tegen het einde van het seizoen behaalde hij twee top 5-posities en werd zevende in de eindstand.
In 2015 bleef Piedrahita in de Indy Lights rijden, waarin hij overstapte naar het team Belardi Auto Racing. Op de Milwaukee Mile behaalde hij zijn eerste podiumplaats in het kampioenschap, maar door het uitblijven van andere grote resultaten zakte hij terug naar plaats acht in het kampioenschap.
In 2016 keert Piedrahita terug voor een derde seizoen in de Indy Lights, waarbij hij overstapt naar het Team Pelfrey.